# Ferrières-lès-Ray
Ferrières-lès-Ray é uma comuna francesa na região administrativa de Borgonha-Franco-Condado, no departamento de Alto Sona. Estende-se por uma área de 4 km². Em 2010 a comuna tinha 34 habitantes (densidade: 8,5 hab./km²).